# Nikołaj Laszczenko
Nikołaj Grigorjewicz Laszczenko (ros. Никола́й Григо́рьевич Ля́щенко, ur. 3 maja?/16 maja 1910 w Zimie, zm. 10 października 2000 w Moskwie) – radziecki dowódca wojskowy, generał armii, Bohater Związku Radzieckiego (1990).

## Życiorys
Młodość spędził w Kirgistanie, gdzie uczył się w szkole średniej, później pracował jako kowal, ukończył szkołę wieczorową, od 1927 przewodniczący gminnego komitetu związku zawodowego robotników rolnych. Instruktor obwodowego oddziału związku zawodowego w Przewalsku (obecnie Karakoł), we wrześniu 1929 wstąpił do Armii Czerwonej, brał udział w ataku ZSRR na Kolej Wschodniochińską. Kursant szkoły wojskowej im. Lenina w Taszkencie, od 1931 członek WKP(b), służył w Syberyjskim Okręgu Wojskowym, dowódca plutonu, dowódca kompanii, pomocnik dowódcy batalionu i naczelnik pułkowej szkoły młodszych dowódców. Od maja 1937 do października 1938 jako ochotnik walczył w Hiszpanii, był doradcą wojskowym republikanów, po powrocie z Hiszpanii studiował w Wojskowej Akademii im. Frunzego w Moskwie, od maja 1941 jako podpułkownik był zastępcą dowódcy 737 pułku piechoty w Odeskim Okręgu Wojskowym. Po ataku Niemiec na ZSRR został dowódcą 972 zapasowego pułku piechoty w Dniepropetrowsku, później na Froncie Południowo-Zachodnim, w styczniu 1942 brał udział w operacji barwienkowsko-łozowskiej. Od marca 1942 dowódca 106 Dywizji Piechoty, od września 1942 zastępca dowódcy 18 Dywizji Piechoty na Froncie Leningradzkim i Froncie Wołchowskim, od marca 1943 dowódca 73 Samodzielnej Morskiej Brygady Piechoty Frontu Leningradzkiego, od czerwca 1943 dowódca 90 Dywizji Piechoty Frontu Leningradzkiego, następnie 2 Białoruskiego. Na czele 90 Dywizji Piechoty brał udział w operacji leningradzko-nowogrodzkiej, w której dywizja zdobyła miasto Ropsza, w sierpniu-wrześniu 1944 uczestniczył w operacji tallińskiej, a 1945 w operacji wschodniopruskiej, pomorskiej i berlińskiej. Po zakończeniu wojny nadal był dowódcą dywizji, a w latach 1946–1948 studiował w Wyższej Akademii Wojskowej im. Woroszyłowa, później dowodził 10 Dywizją Zmechanizowaną, od września 1953 dowódca 11 Korpusu Gwardyjskiego i 12 Korpusu Strzeleckiego w Północnokaukaskim Okręgu Wojskowym. Od listopada 1963 do grudnia 1965 dowódca wojsk Nadwołżańskiego Okręgu Wojskowego, od grudnia 1965 do sierpnia 1969 dowódca wojsk Turkiestańskiego Okręgu Wojskowego, od sierpnia 1969 do listopada 1977 dowódca wojsk Środkowoazjatyckiego Okręgu Wojskowego, 1977-1992 wojskowy inspektor-doradca Grupy Generalnych Inspektorów Ministerstwa Obrony ZSRR. 1966–1971 zastępca członka, a 1971–1989 członek KC KPZR. Delegat na XX Zjazd KPZR (1956). 1966–1971 członek Biura KC Komunistycznej Partii Uzbekistanu, 1971–1976 członek Biura KC KPK. 1966–1979 deputowany do Rady Najwyższej ZSRR od 7 do 9 kadencji deputowany do Rady Najwyższej RFSRR, deputowany do Rady Najwyższej Kirgiskiej SRR. Honorowy obywatel Greifswaldu, Kirowska i Ciechanowa. Pochowany na Cmentarzu Trojekurowskim w Moskwie.

## Awanse
- starszy porucznik (1935)
- kapitan
- major (wzmianka z 1938)
- podpułkownik (wzmianka z 1941)
- pułkownik (1942)
- generał major (3 kwietnia 1944)
- generał porucznik (3 sierpnia 1955)
- generał pułkownik (9 maja 1961)
- generał armii (19 lutego 1968)

## Odznaczenia
- Złota Gwiazda Bohatera Związku Radzieckiego (4 października 1990)
- Order Lenina (pięciokrotnie - 22 czerwca 1944, 26 października 1955, 22 lutego 1968, 21 lutego 1978 i 4 października 1990)
- Order Rewolucji Październikowej (4 maja 1972)
- Order Czerwonego Sztandaru (czterokrotnie - 2 marca 1938, 1 października 1944, 2 czerwca 1945 i 15 listopada 1950)
- Order Suworowa II klasy (21 lutego 1944)
- Order Kutuzowa II klasy (10 kwietnia 1945)
- Order Wojny Ojczyźnianej I klasy (11 marca 1945)
- Order Czerwonej Gwiazdy (trzykrotnie - 16 sierpnia 1936, 17 marca 1942 i 3 listopada 1944)
- Order „Za służbę Ojczyźnie w Siłach Zbrojnych ZSRR” II klasy
- Order „Za służbę Ojczyźnie w Siłach Zbrojnych ZSRR” III klasy
- Order Żukowa (25 kwietnia 1995)
- Medal jubileuszowy „W upamiętnieniu 100-lecia urodzin Władimira Iljicza Lenina”
- Legia Zasługi (USA, 26 czerwca 1944)
- Order Odrodzenia Polski (Polska)
- Order Krzyża Grunwaldu (Polska)

i wiele innych.